# Dreihornchamäleon
Das Dreihornchamäleon (Trioceros jacksonii), auch Jacksons Chamäleon genannt, lebt in Ostafrika, in Kenia, Tansania und Uganda in kühlen, oft sehr regenreichen Bergwäldern bis in Höhen von 2000 Metern.

## Merkmale

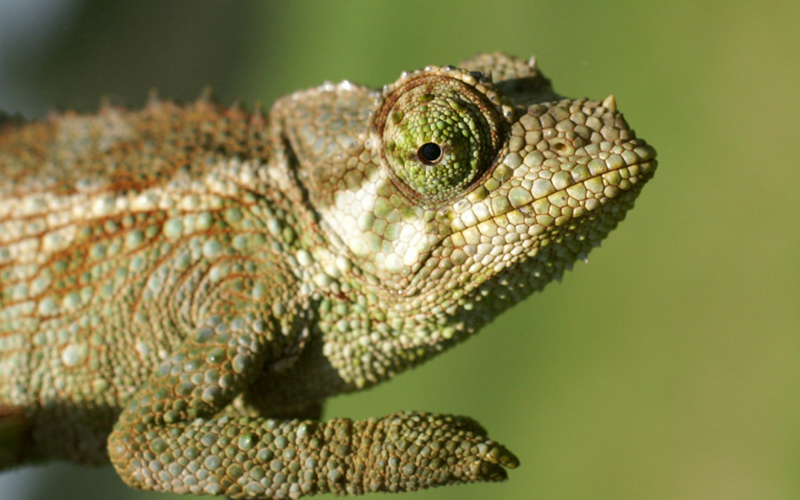
Weibchen

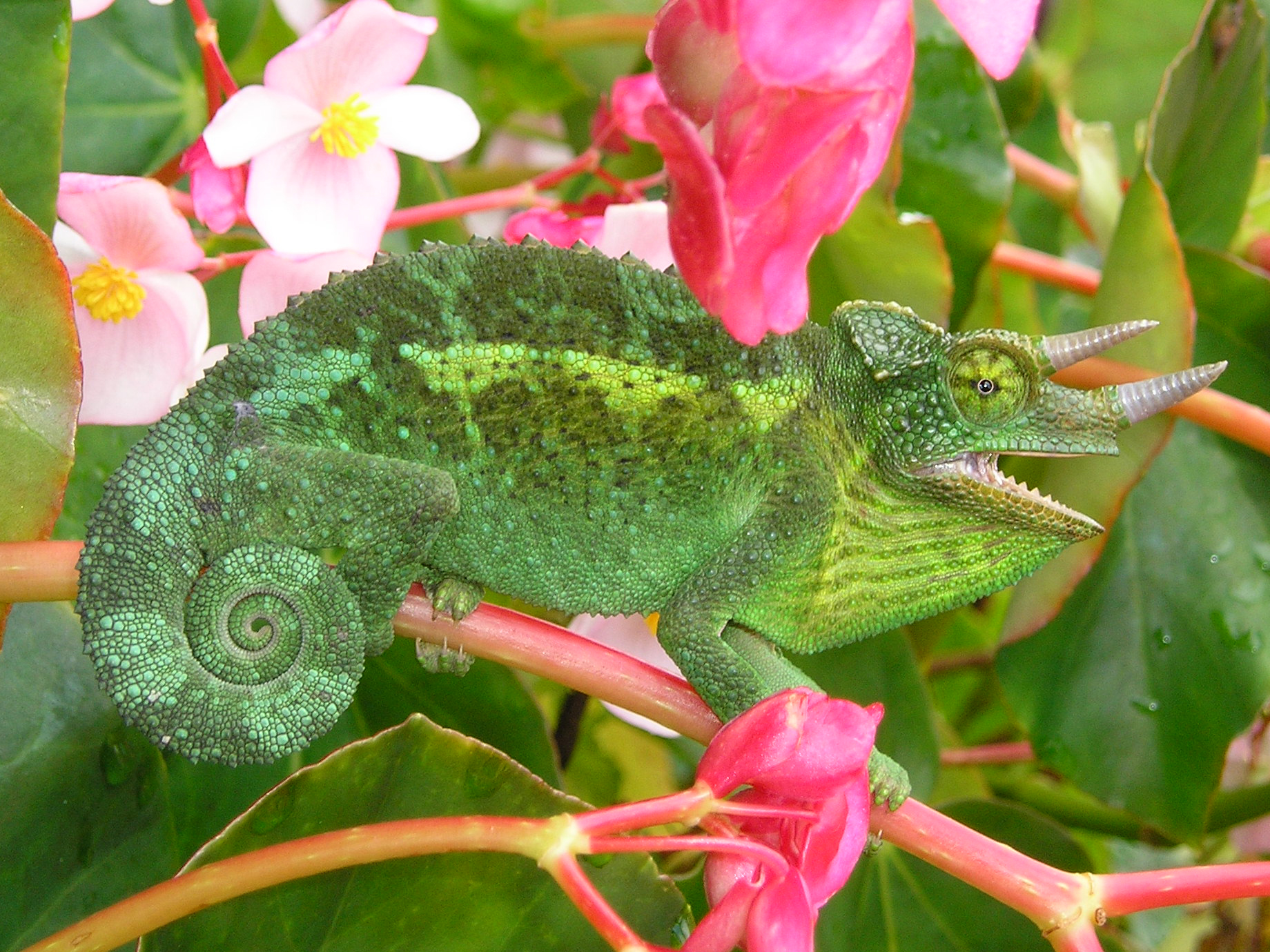
Dreihornchamäleon

Die 36 Zentimeter lang werdenden Männchen haben einen niedrigen Rückenkamm und drei Hörner. Das mittlere ist leicht nach oben gebogen und befindet sich direkt auf der Schnauzenspitze, die beiden anderen zwischen den Augen. Bei den Weibchen befinden sich meist nur kleine kegelförmige Schuppen an den Hornansatzstellen. Es können aber auch kurze Hörner oder ein mittleres Horn vorhanden sein. Die Tiere sind meist grün bis gelbbraun gefärbt, haben weiße und/oder braune Flecken und eine sehr variable Körperbeschuppung.

## Fortpflanzung
Dreihornchamäleons bringen 7 bis 38 lebende Junge zur Welt (Ovoviviparie), die etwa 3,5 bis 6 Monate nach der Paarung geboren werden. Sie sind bei der Geburt von einer 1,5 Zentimeter im Durchmesser messenden klebrigen Hülle umgeben, die das Weibchen wahllos im Geäst absetzt und die auch auf den Erdboden fallen können. Die Jungtiere durchstoßen bald darauf die Eihülle. Sie sind anfangs schwarz, haben weiße, dreieckige Flecken und sind 4,5 Zentimeter lang.

## Weiterführende Literatur
- Andreas Böhle: Jacksons Dreihornchamäleon. Chamaeleo jacksonii. Natur-und-Tier-Verlag, Münster 2006, ISBN 3-937285-64-4.